# Jenesano
Jenesano è un comune della Colombia facente parte del dipartimento di Boyacá.
Il centro abitato venne fondato nel 1828, mentre l'istituzione del comune è del 1833.